# Woo Sang-ho
Woo Sang-ho (sinh ngày 07 tháng 12 năm 1992) là một cầu thủ bóng đá chuyên nghiệp người Hàn Quốc chơi ở vị trí tiền vệ. Anh từng thi đấu tại Petrovac (Montenegro), Daegu (Hàn Quốc), Gifu, Ehime, Tochigi (Nhật Bản) và Sài Gòn (Việt Nam).

## Sự nghiệp
Woo Sang-ho bắt đầu sự nghiệp của mình tại đội trẻ của Kashiwa Reysol.
Vào tháng 7 năm 2016, Woo ký hợp đồng với Daegu FC sau một năm thi đấu tại Montenegro.